# 허암유고
허암유고(虛庵遺藁)는 대구광역시 달서구 계명대학교에 있는, 조선 중기의 문신인 정희량(鄭希良, 1469~1502)의 시집이다. 2013년 10월 30일 대구광역시의 유형문화재 제70호로 지정되었다.

## 개요
이 책은 조선 중기의 문신인 정희량(鄭希良, 1469~1502)의 시집으로, 1511년 친구인 이우(李堣, 1469~1517)가 강원도 관찰사로 재직하고 있을 때 강릉부사 김사형(金士衡)과 함께 정희량의 시를 모아 간행한 초간본이다. 특히 훼손된 부분이 없고 글자가 선명하여 초간본 가운데 선본으로, 후대 간본과 비교하면 시제(詩題)나 배열 순서 등을 통해 저자의 의도를 가장 가깝게 파악할 수 있다는 점, 시대사조에 따라 편찬자의 의도가 달라진 점을 확인할 수 있는 좋은 자료이다.

## 참고 문헌
- 허암유고 - 국가유산청 국가유산포털